# Cabinet Kretschmer II
Pour les articles homonymes, voir Cabinet Kretschmer.
État libre de Saxe
Kretschmer I Kretschmer III
Le cabinet Kretschmer II (en allemand : Kabinett Kretschmer II) est le gouvernement de l'État libre de Saxe entre le 20 décembre 2019 et le 19 décembre 2024, sous la 7e législature du Landtag.
Il est dirigé par le chrétien-démocrate Michael Kretschmer et formé après les élections régionales du 1er septembre 2019. Il se compose de onze ministres, dont deux portent le titre de vice-ministre-président.
Il est constitué d'une coalition « kényane » entre l'Union chrétienne-démocrate, Les Verts et le Parti social-démocrate.
Il succède au cabinet Kretschmer I et cède le pouvoir au cabinet Kretschmer III.

## Historique du mandat
Dirigé par le ministre-président chrétien-démocrate sortant Michael Kretschmer, ce gouvernement est constitué et soutenu par une « coalition kényane » entre l'Union chrétienne-démocrate d'Allemagne (CDU), l'Alliance 90 / Les Verts (Grünen) et le Parti social-démocrate d'Allemagne (SPD). Ensemble, ils disposent de 67 députés sur 119, soit 56,3 % des sièges du Landtag.
Il est formé à la suite des élections régionales du 1er septembre 2019.
Il succède donc au cabinet Kretschmer I, constitué et soutenu par une « grande coalition » entre la CDU et le SPD.

### Formation
Lors des élections régionales du 1er septembre 2019, la CDU et arrive en tête, mais son fort recul conjugué à celui du SPD fait perdre sa majorité absolue à grande coalition, qui semble alors s'ouvrir à un élargissement à l'Alliance 90/Les Verts (Grünen).
Conformément à une posture adoptée par les trois partis dans la semaine qui suit le scrutin, des entretiens exploratoires sont engagés le 16 septembre suivant. Les 11 et 12 octobre, les directions des trois partis votent en faveur de l'ouverture formelle de négociations pour constituer une coalition « kényane », qui se produit le 21 octobre, sept semaines après les élections régionales. L'accord de coalition est conclu le 1er décembre et ratifié par la CDU le 11 décembre, par le SPD le 16 décembre et par les Grünen le 19 décembre.
Lors du vote d'investiture organisé le 20 décembre au Landtag, Michael Kretschmer est réélu ministre-président par 61 voix favorables sur 118, soit cinq voix de moins que le total des députés de sa coalition présents. Il forme son deuxième gouvernement, qui compte onze ministres, soit un de plus que le précédent exécutif, dans la foulée.

### Succession
Lors des élections régionales du 1er septembre 2024, l'Union chrétienne-démocrate arrive en tête, devançant de justesse l'Alternative pour l'Allemagne (AfD), mais les résultats du Parti social-démocrate et des Verts rendent impossibles la reconduction de la coalition au pouvoir.
Le 17 octobre suivant, l'Union chrétienne-démocrate, l'Alliance Sahra Wagenknecht - Pour la raison et la justice (BSW) et le Parti social-démocrate s'entendent pour commencer des discussions exploratoires. Les échanges sont rompus le 6 novembre en raison de désaccords entre la CDU et le SPD d'un côté et la BSW de l'autre. Chrétiens-démocrates et sociaux-démocrates ouvrent le 14 novembre des négociations pour une « grande coalition » minoritaire, conclues positivement le 3 décembre.
Lors du vote d'investiture organisé le 18 décembre au Landtag, Michael Kretschmer est réélu ministre-président au second tour par 69 voix favorables. Il forme son troisième gouvernement de dix ministres le lendemain.

## Composition
- Par rapport au cabinet Kretschmer I, les nouveaux ministres sont indiqués en gras et les ministres qui ont changé d'attributions sont indiqués en italique.

| Portefeuille                                                                                             | Titulaire | Titulaire                                                                   | Parti  |
| --- | --------- | --------------------------------------------------------------------------- | ------ |
| Ministre-président                                                                                       |           | Michael Kretschmer                                                          | CDU    |
| Premier vice-ministre-président Ministre de l'Énergie, du Climat, de l'Environnement et de l'Agriculture |           | Wolfram Günther                                                             | Grünen |
| Second vice-ministre-président Ministre de l'Économie, du Travail et des Transports                      |           | Martin Dulig                                                                | SPD    |
| Ministre de l'Intérieur                                                                                  |           | Roland Wöller (jusqu'au 22/04/2022) Armin Schuster (à partir du 25/04/2022) | CDU    |
| Ministre des Finances                                                                                    |           | Hartmut Vorjohann                                                           | CDU    |
| Ministre de la Justice et de la Démocratie, des Affaires européennes et de l'Égalité                     |           | Katja Meier                                                                 | Grünen |
| Ministre de l'Éducation                                                                                  |           | Christian Piwarz                                                            | CDU    |
| Ministre de la Science                                                                                   |           | Sebastian Gemkow                                                            | CDU    |
| Ministre de la Culture et du Tourisme                                                                    |           | Barbara Klepsch                                                             | CDU    |
| Ministre des Affaires sociales et de la Cohésion sociale                                                 |           | Petra Köpping                                                               | SPD    |
| Ministre du Développement régional                                                                       |           | Thomas Schmidt                                                              | CDU    |
| Ministre des Affaires fédérales et des Médias Directeur de la chancellerie                               |           | Oliver Schenk (jusqu'au 15/07/2024) Conrad Clemens (à partir du 16/07/2024) | CDU    |